# Левин (Литомјержице)
Левин (чеш. Levín) је насељено мјесто са административним статусом варошице (чеш. městys) у округу Литомјержице, у Устечком крају, Чешка Република.

## Становништво
Према подацима о броју становника из 2014. године насеље је имало 133 становника.